# Rammgöl
Rammgöl är en sjö i Västerviks kommun i Småland och ingår i Vindåns huvudavrinningsområde. Sjön har en area på 0,057 kvadratkilometer och ligger 26,7 meter över havet.

## Delavrinningsområde
Rammgöl ingår i det delavrinningsområde (644316-154353) som SMHI kallar för Utloppet av Rammsjön. Medelhöjden är 41 meter över havet och ytan är 9,36 kvadratkilometer. Det finns ett avrinningsområde uppströms, och räknas det in blir den ackumulerade arean 17,15 kvadratkilometer. Vattendraget som avvattnar avrinningsområdet har biflödesordning 2, vilket innebär att vattnet flödar genom totalt 2 vattendrag innan det når havet efter 13 kilometer. Avrinningsområdet består mestadels av skog (67 procent) och jordbruk (13 procent). Avrinningsområdet har 1,07 kvadratkilometer vattenytor vilket ger det en sjöprocent på 11,4 procent.